# Igreja Paleocristã do Sítio dos Mosteiros
A Igreja Paleocristã do Sítio dos Mosteiros é um monumento religioso, situado nas imediações da aldeia de Oriola, no concelho de Portel, em Portugal.

## Descrição e história
O sítio arqueológico situa-se na área de Mosteiro, na margem direita da Ribeira de Oriola, a cerca de um quilómetro de distância da aldeia de Oriola, no sentido Sudoeste. Consiste num antigo mosteiro com uma zona sepulcral, sendo considerado como um dos mais importantes vestígios do cristianismo primitivo, na região meridional do país.
A basílica apresenta uma planta de forma cruciforme, com uma só nave, ábside semicircular interna, e um transepto com braços de planta rectangular. Em ambos os lados do transepto, no lado meridional, foram encontrados os vestígios de dois mausoléus, que tinham portas tanto para o transepto como para o exterior. O complexo tem cerca de 19 m no seu ponto maior, no sentido de oriente para ocidente, e 13 m de largura. Parte das ruínas foram submersas pela albufeira da Barragem do Alvito. No local foi recolhido um conjunto variado de espólio, que inclui fragmentos de cerâmica comum, partes de dolia, peças de vidro que pertenceriam a um copo ou uma taça, fragmentos de mármore, e pregos em ferro.
A área onde se erguia o mosteiro foi ocupado pelo menos desde a pré-história, como pode ser comprovado pela presença de vários monumentos megalíticos, como a Antas da Giralda e da Cegonha.
Tanto o mosteiro em si como a zona funerária foram ocupadas em vários períodos diferentes, durante a época romana e a Idade Média. Este não é o único vestígio romano na área de Oriola, uma vez que na zona de Cabrita foram encontradas as ruínas de um casal rústico, e no Monte da Balsada foi identificada uma mancha de ocupação, ambos daquele período. Na área de São Faraústo, a Sul da aldeia, foi encontrada uma necrópole e uma pedreira, ambos igualmente da época romana. Após o período romano, o mosteiro voltou a ser ocupado durante a época visigótica
As primeiras escavações arqueológicas no local foram feitas na década de 1970, tendo-se estudado um compartimento no lado Sudoeste da igreja. Em 1983 verificou-se a ocorrência de escavações clandestinas no sítio arqueológico, tendo sido violados alguns dos túmulos. Em 1992 voltou a ser alvo de trabalhos arqueológicos, que incluíram o levantamento das estruturas antigas, a ampliação da área de escavação, e fazer o tratamento dos materiais encontrados nas pesquisas anteriores. Foram postas a descoberto novas partes do edifício, como um nártex, permitindo assim reconstituir a planta do antigo complexo.